# Johann Gottfried Seume

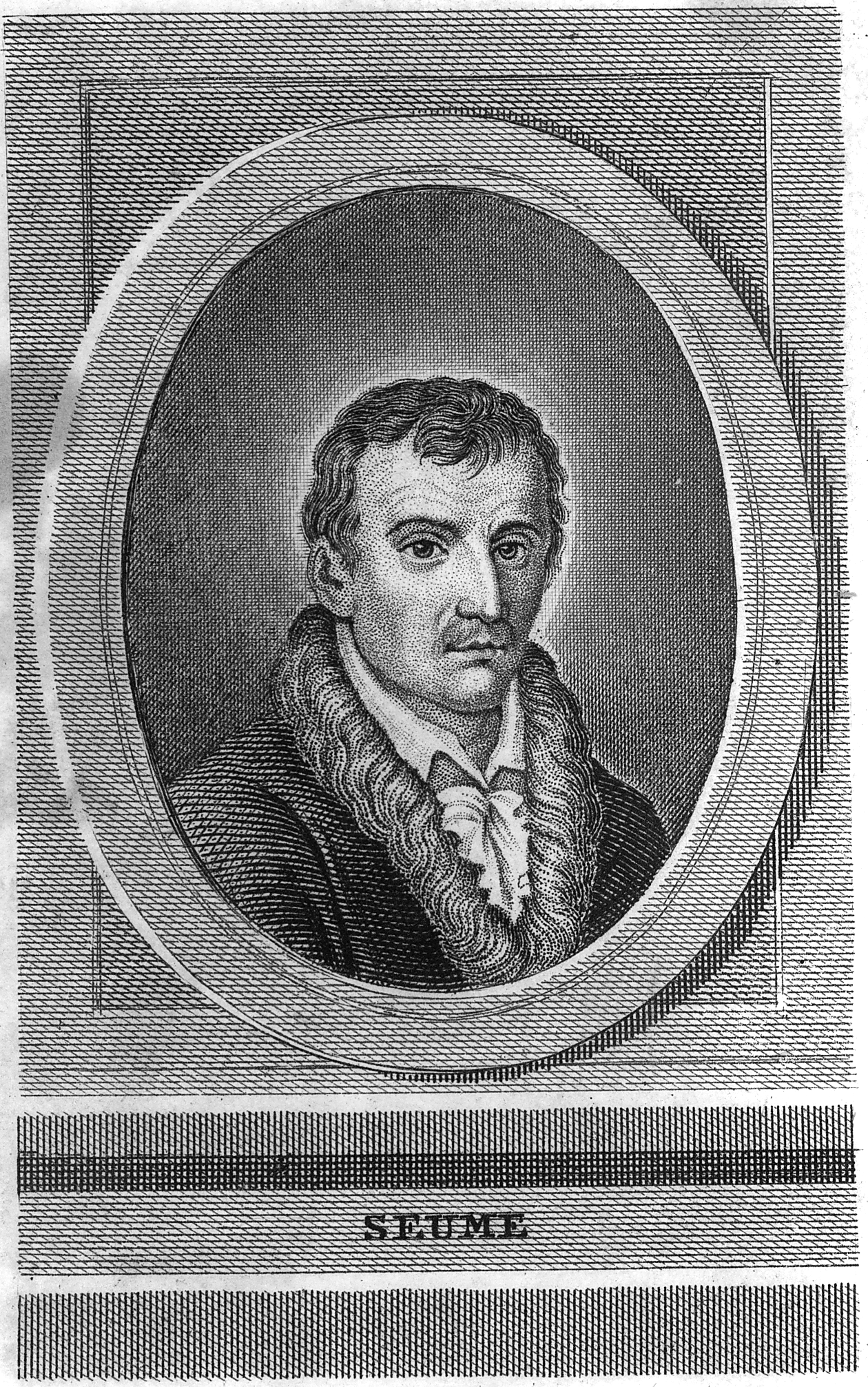

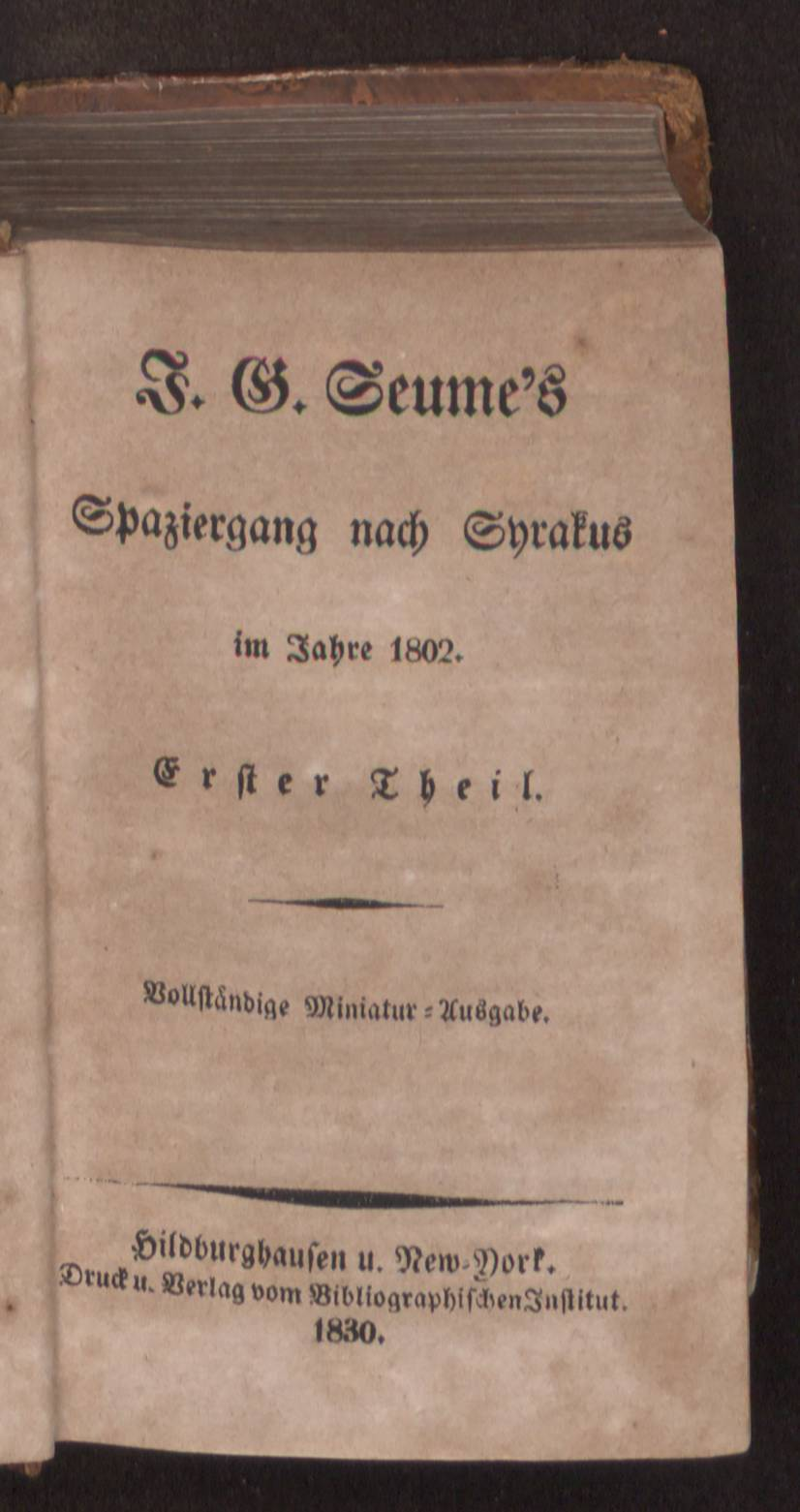
Spaziergang nach Syrakus im Jahre 1802, 1830-1841

Johann Gottfried Seume (29 de janeiro de 1763 – 13 de junho de 1810) foi um escritor alemão.